# Château de Wildenstein (Suisse)
Pour les articles homonymes, voir Wildenstein (homonymie).
Le château de Wildenstein , appelé en allemand Schloss Wildenstein, est un château situé sur le territoire de la commune bâloise de Bubendorf, en Suisse.

## Histoire
Le château est construit au XIIIe siècle au sommet d'un éperon rocheux par Heinrich von Eptingen qui prit le nom de « Wildenstein » en 1293. Sous le règne de son fils Gottfrid, l'édifice est pris d'assaut en 1334 par les troupes bernoises et soleuroises à la suite d'une attaque de sujets bernois près de Thoune par les troupes de Wildenstein.
Le fils de Gottfried, Henmann, vendit le château en 1380 à une famille de Bade. Il passa ensuite entre plusieurs mains dans les années suivantes, ses propriétaires successifs (dont la ville de Bâle pendant quelques années) y apportant de nombreuses modifications et agrandissements.
Classé comme bien culturel d'importance nationale, le château est finalement acheté par le canton en 1995 et devient le théâtre d'événements culturels. En 2012, une votation populaire confirme que le château doit rester une possession du canton.

## Sources
- (de) Cet article est partiellement ou en totalité issu de l’article de Wikipédia en allemand intitulé « Schloss Wildenstein (Bubendorf) » (voir la liste des auteurs).